# Platygaster szelenyii
Platygaster szelenyii is een vliesvleugelig insect uit de familie van de Platygastridae. De wetenschappelijke naam van de soort is voor het eerst geldig gepubliceerd in 1975 door Huggert.